# Shadowrun (jeu vidéo, 1994)
Pour le jeu de rôle, voir Shadowrun.
Shadowrun est un jeu vidéo de rôle pour Mega Drive développé par BlueSky Software et édité par Sega. Le titre est vaguement inspiré du jeu de rôles cyberpunk Shadowrun publié par FanPro,.

## Synopsis
Le joueur débute dans les Redmond Barrens à la recherche de son frère disparu peu de temps auparavant. Il devra suivre sa trace en accumulant de l'expérience pour survivre dans un monde hostile tiré de l'univers du cyberpunk. Il doit choisir dès le début une classe de personnage entre un decker, un Samouraî des rues ou un Shaman Alligator.